# Емилия Ценкова
Емилия Тодорова Ценкова е българска филоложка, преводачка и университетска преподавателка.

## Биография
Родена е през 1932 г. Тя е основателката на българската испанистика и на Катедрата по испанистика и португалистика, дългогодишен неин ръководител и преподавател във Факултета по класически и нови филологии на Софийския университет. Съавтор е на първите двуезични речници, създава първата „Антология на испанската литература“ и първите учебници по испански език в България. Емилия Ценкова е основоположник на българистиката в Испания. В периода 1974 – 1978 г. е лектор по български език в Автономния университет на Мадрид.
Носител е на Почетния знак на Софийския университет „Св. Климент Охридски“ със синя лента, както и международни награди и отличия с висока значимост в областта на испанистиката.
Умира на 26 октомври 2020 г. в София.